# Karl August Folkers
Karl August Folkers (1er septembre 1906 - 7 décembre 1997) est un biochimiste américain qui apporte une contribution majeure à l'isolement et à l'identification de produits naturels bioactifs,.

## Carrière
Folkers est diplômé du College of Liberal Arts and Sciences de l'Université de l'Illinois en 1928. En 1986, l'institution lui décerne son Alumni Achievement Award.
Sa carrière se déroule principalement chez Merck & Co.. Il joue un rôle de premier plan dans l'isolement de la Vitamine B12 en 1947, qui est l'un des complexes les plus structuraux des vitamines. En tant qu'équipe de recherche de Merck Pharmaceuticals, Folkers, Fern P. Rathe et Edward Anthony Kaczka sont les premiers à isoler l'antibiotique cathomycine en 1955. Son équipe isole également l'antibiotique cyclosérine,. En 1958, son équipe Merck détermine la structure de la coenzyme Q10.
Il est ensuite directeur de l'Institut de recherche biomédicale de l'Université du Texas à Austin, où il est également professeur de chimie Ashbel Smith.
En reconnaissance de ses contributions scientifiques, il reçoit la médaille Perkin en 1960, la Médaille William-H.-Nichols en 1967, la médaille Priestley en 1986 et la médaille nationale des sciences en 1990.